# Triomf de la mort
El Triomf de la mort és un fresc aïllat (600 x 642 cm) que es conserva a la Galleria regionale del Palazzo Abatellis de Palerm, tot i que la seva procedència era el pati interior del Palazzo Sclafani. A més de ser una de les millors pintures sobre el tema del triomf de la mort i la brevetat de la vida, és l'obra més representativa del gòtic tardà a Sicília, que va culminar durant els regnats de Ferran I (1412) i Alfons d'Aragó (qui el 1416 va fer de Palerm la base per a la conquesta del Regne de Nàpols). El nom de l'autor no és conegut, tot i que es pensa que pogué ser un artista català o provençal. Hom el situa cronològicament al voltant de 1446 aproximadament.
La pintura representa la mort (simbolitzada amb un esquelet) a cavall amb sagetes per matar les seves víctimes. Aquestes se situen al voltant en grups segons la classe social per indicar que la mort afecta a tothom per igual.